# Lee Jang-mi
Lee Jang-mi (* 14. November 1985) ist eine südkoreanische Fußballspielerin, die seit 2010 bei Goyang Daekyo unter Vertrag steht. In der Saison 2009/10 spielte sie für kurze Zeit beim deutschen Bundesligisten 1. FFC Frankfurt.

## Karriere
Lee wechselte im Januar 2010 von Goyang Daekyo nach Frankfurt, wo sie in der Rückrunde der Saison 2009/10 zu drei Einsätzen kam. Ihr einziges Tor für Frankfurt erzielte sie am 2. Mai 2010 bei einem 13:0-Kantersieg gegen Tennis Borussia Berlin. Zusätzlich spielte Lee in vier Partien der zweiten Mannschaft Frankfurts in der 2. Bundesliga Süd, wechselte allerdings bereits nach einem halben Jahr in Deutschland und trotz eines Vertrages bis 2011 zurück in ihre Heimat.
Lee kam bisher zu mehr als 40 Länderspieleinsätzen für die Nationalmannschaft Südkoreas.